# Kyrkoherde
Kyrkoherde är i dag namnet på en befattning som arbetsledande präst för ett pastorat inom Svenska kyrkan och den Evangelisk-lutherska kyrkan i Finland. Motsvarande funktioner finns i de flesta andra kyrkor, även om de konkreta uppgifterna kan växla från land till land och från tid till tid.

## Kyrkoherdars historiska roll i Svenska kyrkan
Genom 1862 års kommunalförordningar tillkom kyrkostämman och kyrkoherden var självskriven ordförande för denna. I och med lagen om församlingsstyrelse den 6 juni 1930, som trädde i kraft den 1 januari 1932, försvann denna självskrivenhet.

## Kyrkoherdar i den nutida Svenska kyrkan
En kyrkoherde är både som präst och som arbetsledare oftast chef för en församling eller för ett pastorat med flera församlingar. I pastorat har oftast kyrkoherden sin huvudarbetsplats i den största församlingen.
Kyrkoherden i en domkyrkoförsamling kallas domprost.

### Behörighetskrav
Behörig att inneha kyrkoherdetjänst är den som tjänstgjort minst tre år som präst i Svenska kyrkan, har genomgått den utbildning som har fastställts av Kyrkostyrelsen och som förklarar sig beredd att ”i alla uppgifter tjänstgöra tillsammans med andra som vigts till kyrkans vigningstjänst oavsett deras kön”. För vikariat kortare än tre månader medges undantag från regeln.

### Arbetsledarskap
Kyrkoherden är arbetsledare för den personal som direkt arbetar med församlingens grundläggande uppgift (att fira gudstjänst, att bedriva undervisning, att utöva diakoni och mission).
Kyrkoherden ansvarar för församlingens/pastoratets kyrkobokföring, och är därför också oftast arbetsledare för kyrkobokföringspersonal (till exempel kyrkobokföringsassistenter och kyrkoskrivare).

### Särskilt ansvar
Kyrkoherden har ett samordnings- och tillsynsansvar för all verksamhet i församlingen/pastoratet, inte bara församlingsverksamheten. Innebörden av detta ansvar är vida omdiskuterat och inte än prövat riktigt fullt ut av Svenska kyrkans överklagandenämnd.

## Kyrkoherdar i den Evangelisk-lutherska kyrkan i Finland
Kyrkoherden är chef för en församling. Undantagsvis kan flera små församlingar dela på en kyrkoherde. Kyrkoherdens praktiska uppgifter är snarlika en svensk kyrkoherdes.

### Kyrkoherden i en domkyrkoförsamling
Kyrkoherden i en domkyrkoförsamling kallas domprost. Denne har också ansvar på stiftsnivå, bland annat som självskriven medlem av stiftets domkapitel.

### Behörighetskrav
Efter minst två år i tjänst kan en präst avlägga pastoralexamen, som ger behörighet för ordinarie tjänst (t.ex. som kaplan). För att bli behörig för kyrkoherdetjänster bör prästen därefter ytterligare avlägga Examen i ledning av församlingsarbete (exilaf). Till skillnad från Svenska kyrkan, finns det ingen åldersgräns för kyrkoherdar i Finland, men behörighetskraven i sig garanterar att kyrkoherden inte är helt ung. 
För att bli domprost krävs, förutom kyrkoherdebehörighet, att man har avlagt Högre pastoralexamen. 
En kyrkoherde kan bli vald till kontraktsprost.